# Maumu
Maumu (parfois Mamu) est une localité du Cameroun située dans le département du Fako et la Région du Sud-Ouest, au pied du mont Cameroun. Elle fait partie de la commune de Buéa.